# Gnophos rjabovi
Gnophos rjabovi là một loài bướm đêm trong họ Geometridae.